# Бенджамін (Техас)
Бенджамін (англ. Benjamin) — місто (англ. city) в США, в окрузі Нокс штату Техас. Населення — 196 осіб (2020).

## Географія
Бенджамін розташований за координатами 33°35′1″ пн. ш. 99°47′35″ зх. д. / 33.58361° пн. ш. 99.79306° зх. д. (33.583606, -99.792932).  За даними Бюро перепису населення США в 2010 році місто мало площу 2,72 км², уся площа — суходіл.

## Демографія
Згідно з переписом 2010 року, у місті мешкало 258 осіб у 97 домогосподарствах у складі 68 родин. Густота населення становила 95 осіб/км².  Було 124 помешкання (46/км²).
Расовий склад населення:
| - 93,4 % — білих - 1,2 % — чорних або афроамериканців - 3,1 % — осіб інших рас |

До двох чи більше рас належало 2,3 %. Частка іспаномовних становила 20,9 % від усіх жителів.
За віковим діапазоном населення розподілялося таким чином: 25,6 % — особи молодші 18 років, 56,6 % — особи у віці 18—64 років, 17,8 % — особи у віці 65 років та старші. Медіана віку мешканця становила 39,0 року. На 100 осіб жіночої статі у місті припадало 94,0 чоловіків;  на 100 жінок у віці від 18 років та старших — 97,9 чоловіків також старших 18 років.
Середній дохід на одне домашнє господарство  становив 46 087 доларів США (медіана — 35 000), а середній дохід на одну сім'ю — 57 534 долари (медіана — 43 125). За межею бідності перебувало 27,6 % осіб, у тому числі 27,7 % дітей у віці до 18 років та 12,3 % осіб у віці 65 років та старших.
Цивільне працевлаштоване населення становило 69 осіб. Основні галузі зайнятості: публічна адміністрація — 27,5 %, будівництво — 20,3 %, освіта, охорона здоров'я та соціальна допомога — 15,9 %, науковці, спеціалісти, менеджери — 11,6 %.